# إسلام آباد (كوشك)
إسلام آباد (بالفارسية: اسلام‌آباد) هي منطقة سكنية تقع في إيران في قسم كوشك الريفي. يقدر عدد سكانها بـ 1,950 نسمة .